# Zapusta Mała
Zapusta Mała – część miasta Sieradza w Polsce, w województwie łódzkim, w powiecie sieradzkim. Rozpościera się w okolicy ulic Wiejskiej i Krętej, w zachodniej części miasta.

## Historia
Zapusta Mała to dawna wieś, należąca w latach 1867–1954 do gminy Charłupia Mała w powiecie sieradzkim. W Królestwie Polskim przynależała do guberni kaliskiej, a w okresie międzywojennym do woj. łódzkiego. Tam, 19 listopada 1933 utworzyła gromadę Zapusta Mała w granicach gminy Charłupia Mała, składającą się ze wsi Zapusta Mała i folwarku Zapusta Mała.
Podczas II wojny światowej włączona do III Rzeszy. Po wojnie ponownie w powiecie sieradzkim w woj. łódzkim. W związku z reorganizacją administracji wiejskiej (zniesienie gmin) jesienią Zapusta Mała weszła w skład nowo utworzonej gromady Kłocko w powiecie sieradzkim, a po jej zniesieniu 1 stycznia 1959 – do gromady Charłupia Mała. Tam przetrwała do końca 1972 roku, czyli do kolejnej reformy gminnej.
1 stycznia 1973, w związku z kolejną reformą administracyjną (odtworzenie gmin i zniesienie gromad i osiedli) Zapusta Mała weszła w skład nowo utworzonej gminy Sieradz. 
W latach 1975–1979 miejscowość administracyjnie należała do województwa sieradzkiego. 1 grudnia 1979 Zapustę Małą włączono do Sieradza.